# Eros Ramazzotti
Eros Ramazzotti, narozen 28. října 1963), je italský popový hudebník, zpěvák a skladatel.  Je populární v Itálii, v Evropě a v celém španělsky mluvícím světě, protože většinu svých alb vydal jak v italštině, tak ve španělštině.
Ramazzotti se narodil  v Římě. Je synem Rodolfa Ramazzottiho, stavebního dělníka a Raffaely Moliny, ženy v domácnosti. Jako teenager psal písně s pomocí svého otce, který byl milovníkem hudby a hrál na klavír. Chtěl navštěvovat hudební konzervatoř, ale neuspěl v přijímací zkoušce. Svoji první nahrávací smlouvu uzavřel s italskou firmou DDD. Poté se s matkou a bratrem Marcem  přestěhovali do Milána. Zpočátku bydleli ve stejné budově jako nahrávací společnost.
Ramazzottiho první singl „Ad un amico“ (Příteli) byl vydán v roce 1982 a nebyl příliš dobře přijat.  Brzy poté se Eros setkal s Renatem Brioschi,  který mladému umělci pomohl k jeho prvnímu úspěchu v roce 1984 na vysoce ceněném festivalu v San Remu. Jeho píseň „Terra promessa“ (Země zaslíbená) zvítězila v kategorii nováčků a následně byla vydána po celé Evropě.
V roce 1985 se Ramazzotti znovu zúčastnil festivalu v Sanremu a to s písní „Una storia importante“ (Důležitý příběh) z jeho debutového alba Cuori agitati (Neklidná srdce). Přestože se na festivalu umístila pouze na šestém místě, "Una storia importante" byla vydána jako singl a stala se hitem v mnoha evropských zemích, včetně Francie, kde se jí prodalo milion kusů. Jeho druhé album Nuovi eroi (Noví hrdinové), vydané v roce 1986, získalo dvě platinová ocenění ve Švýcarsku s více než 100 000 prodeji a zlatý status v Německu s více než 250 000 prodeji.  Na svém třetím vystoupení na festivalu v Sanremu v roce 1986 vyhrál s písní „ Adesso tu “ (Teď ty) z alba Nuovi eroi.
V letech 1987 - 1994 vydával Eros další alba a pořádal koncertní turné. Vystupoval též v USA, většina jeho tamějšího publika však byla italského původu. Období od r. 1995 až do současnosti znamenaly pro Erose celosvětový komerční úspěch. Vystupoval a vydával další alba. Nazpíval duety s nejrůznějšími umělci, např. s Nicole Scherzinger, Cher, Tina Turner, Andrea Bocelli, Patsy Kensit, Anastacia, Joe Cocker, Luciano Pavarotti, Laura Pausini či Ricky Martin.  V r. 2018 vyšlo již jeho 14. studiové album Vita ce n'è.  Za dobu posledních 40 let prodal přes 60 milionů desek po celém světě.

## Soukromý život
Ramazzotti o svém osobním životě moc nemluví a udržuje si úzký okruh přátel. Vzpomíná, že byl jako mladík velmi plachý, např. se bál chodit sám do restaurací.
V letech 1998 až 2002 byl ženatý se švýcarskou modelkou a herečkou Michelle Hunziker, se kterou má dceru Auroru Sophie (narozena 1996). Ve svých 52 letech se znovu oženil s italskou modelkou a herečkou Maricou Pellegrinelli (nar. 1988). Svatba byla v r. 2014 v královském paláci v Miláně . Mají dceru Raffaelu Marii (narozena 2011)  a syna Gabrio Tullio (narozen 2015).

## Diskografie
- Cuori agitati (Rozrušená srdce) (1985)
- Nuovi eroi (Noví hrdinové) (1986)
- In certi momenti (V určitých dobách) (1987)
- Musica è (Hudba je) (1988)
- In ogni senso (V každém smyslu) (1990)
- Tutte storie (Všechny příběhy) (1993)
- Dove c'è musica (Kde je hudba) (1996)
- Stilelibero (Volný styl) (2000)
- 9 (2003)
- Calma zjeve (Zdánlivý klid) (2005)
- Ali e radici (Křídla a kořeny) (2009)
- Noi (My) (2012)
- Perfetto (Perfektní) (2015)
- Vita ce n'è (Život tam je) (2018)
- Battito Infinito (Nekonečný tep) (2022)